# Chinesische Fußballnationalmannschaft der Frauen
Die chinesische Fußballnationalmannschaft der Frauen repräsentiert die Volksrepublik China im internationalen Frauenfußball. Die chinesische Auswahl gehörte lange Zeit zu den stärksten Frauenfußball-Nationalmannschaften der Welt. Insgesamt wurde die chinesische Mannschaft achtmal Asienmeister, einmal Vizeweltmeister und gewann einmal die Silbermedaille bei den Olympischen Spielen. Zwischenzeitlich konnte sich die Mannschaft aber weder für die Weltmeisterschaft in Deutschland noch für die Olympischen Spiele in London qualifizieren, bei den letzten drei Asienmeisterschaften nicht mehr das Finale erreichen und hat die führende Position in Asien an Japan verloren. Im März 2011 fiel die chinesische Mannschaft auf Platz 15 der FIFA-Weltrangliste zurück und im August auf Rang 19, welcher die bisher schlechteste Platzierung darstellt.

## Turnierbilanzen

### Weltmeisterschaften
| Jahr | Ergebnis           | Trainer                      | Meiste Spiele                 | Meiste Tore                     |
| ---- | ------------------ | ---------------------------- | ----------------------------- | ------------------------------- |
| 1991 | Viertelfinale      | Shang Ruihua                 | 11 Spielerinnen mit 4 Spielen | Liu Ailing (4)                  |
| 1995 | Vierter            | Yuanan Ma                    | 07 Spielerinnen mit 6 Spielen | Shi Guihong (3)                 |
| 1999 | Vizeweltmeister    | Yuanan Ma                    | 12 Spielerinnen mit 6 Spielen | Sun Wen (7), Torschützenkönigin |
| 2003 | Viertelfinale      | Ma Liangxing                 | 10 Spielerinnen mit 4 Spielen | Bai Jie (2)                     |
| 2007 | Viertelfinale      | Marika Domanski Lyfors (SWE) | 09 Spielerinnen mit 4 Spielen | Li Jie (2)                      |
| 2011 | nicht qualifiziert |                              |                               |                                 |
| 2015 | Viertelfinale      | Hao Wei                      | 10 Spielerinnen mit 5 Spielen | Wang Shanshan, Wang Lisi (2)    |
| 2019 | Achtelfinale       | Jia Xiuquan                  | 11 Spielerinnen mit 4 Spielen | Li Ying (1)                     |
| 2023 | Vorrunde           | Shui Qingxia                 | 11 Spielerinnen mit 3 Spielen | Wang Shuang (2)                 |
| Alle |                    |                              | Sun Wen (20)                  | Sun Wen (11)                    |

### Olympische Sommerspiele
| - 1996: Silber - 2000: Vorrunde - 2004: Vorrunde - 2008: Viertelfinale | - 2012: nicht qualifiziert - 2016: Viertelfinale - 2020: Vorrunde - 2024: nicht qualifiziert |

### Asienmeisterschaften
| - 1975: nicht teilgenommen - 1977: nicht teilgenommen - 1979: nicht teilgenommen - 1981: nicht teilgenommen - 1983: nicht teilgenommen - 1986: Sieger - 1989: Sieger - 1991: Sieger | - 1993: Sieger - 1995: Sieger - 1997: Sieger - 1999: Sieger - 2001: Dritter - 2003: Zweiter - 2006: Sieger - 2008: Zweiter | - 2010: Vierter - 2014: Dritter - 2018: Dritter - 2022: Sieger - 2026: Qualifiziert |

### Ostasienmeisterschaften
| - 2005: Vierter - 2008: Dritter - 2010: Zweiter - 2013: Vierter - 2015: Vierter - 2017: Dritter - 2019: Dritter |

### Asienspiele
China ist zusammen mit Nordkorea Rekordsieger bei den Asienspielen.
| - 1990: Erster - 1994: Erster (gleichzeitig WM-Qualifikation) - 1998: Erster - 2002: Zweiter - 2006: Dritter - 2010: Vierter - 2014: Viertelfinale - 2018: Zweiter - 2023: Dritter |

### Algarve-Cup

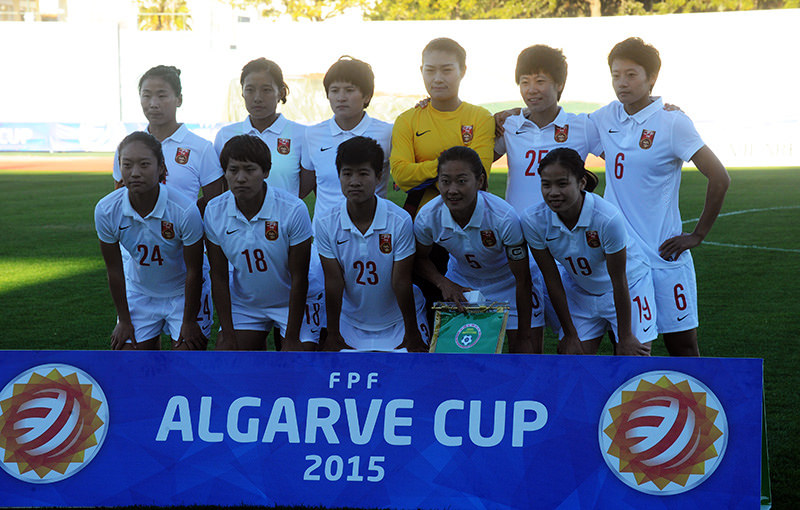
Die chinesische Mannschaft beim Algarve-Cup 2015

Die Nationalmannschaft nahm erstmals 1996 und danach an allen weiteren Austragungen des Algarve-Cups teil – außer 2016. Viermal wurde das Finale erreicht und zweimal konnte das Turnier gewonnen werden. 2015 wurde nach einer Niederlage im Elfmeterschießen gegen Gastgeber Portugal nur der letzte Platz belegt.
| - 1994 und 1995: nicht teilgenommen - 1996: 03. Platz - 1997: 02. Platz - 1998: 05. Platz - 1999: 01. Platz - 2000: 03. Platz - 2001: 03. Platz - 2002: 01. Platz - 2003: 02. Platz - 2004: 06. Platz - 2005: 07. Platz - 2006: 06. Platz - 2007: 10. Platz | - 2008: 09. Platz - 2009: 05. Platz - 2010: 04. Platz - 2011: 07. Platz - 2012: 09. Platz - 2013: 06. Platz - 2014: 05. Platz - 2015: 12. Platz - 2016: nicht teilgenommen (Teilnahme an der asiatischen Olympiaqualifikation) - 2017: 10. Platz - 2018: 11. Platz - 2019: 12. Platz - 2020: nicht teilgenommen (Überschneidung mit der asiatischen Olympiaqualifikation) |

## Bisherige Trainerinnen und Trainer
- 1984–1988 Cong Zheyu
- 1988–1991 Shang Ruihua
- 1991–2001 Ma Yuanan
- 2002–2003 Ma Liangxing
- 2003–2004 Zhang Haitao
- 2004–2005 Wang Haiming
- 2005 Pei Encai
- 2005–2006 Ma Liangxing
- 2007 Wang Haiming
- 2007 Marika Domanski-Lyfors
- 2007–2008 Élisabeth Loisel
- 2008–2010 Shang Ruihua
- 2011–2012 Li Xiaopeng
- 2012–2015 Hao Wei
- 2015–2017 Bruno Bini
- 2017–2018 Sigurður Ragnar Eyjólfsson (2017–2018)
- 2018–2021 Jia Xiuquan
- 2021–0000 Shui Qingxia

## Rekordspielerinnen
Bisher bestritten 23 Chinesinnen mindestens 100 Länderspiele. Mehr „Hunderter“ haben nur die USA (45), Deutschland (28) und Schweden (26). In der zuletzt im Januar 2011 veröffentlichten FIFA-Hunderterklub-Liste wurden für viele chinesische Spielerinnen höhere Zahlen, z. B. 201 Spiele für Pu Wei genannt, bei einigen waren aber die Zahlen unsicher. Die hier genannten Zahlen beruhen auf Angaben des chinesischen Verbandes.
| Spiele | Spieler                 | Zeitraum  | Tore |
| ------ | ----------------------- | --------- | ---- |
| 171    | Zhang Rui (张睿)        | 2008–     | 21   |
| 170    | Pu Wei (浦玮)           | 1999–2013 | 26   |
| 167    | Han Duan (韩端)         | 2001–2011 | 77   |
| 163    | Wang Shanshan (王珊珊)  | 2011–2023 | 62   |
| 158    | Bi Yan (毕妍)           | 2002–2012 | 21   |
| 153    | Li Jie (李洁)           | 1997–2008 | 19   |
| 138    | Wu Haiyan (吴海燕)      | 2012–     | 02   |
| 130    | Zhao Lihong (赵利红)    | 1993–2003 | 32   |
| 126    | Gu Yasha (古雅沙)       | 2008–2023 | 14   |
| 126    | Wang Shuang (王霜)      | 2013–     | 46   |
| 126    | Sun Wen (孙雯)          | 1991–2006 | 89   |
| 122    | Fan Yunjie (范运杰)     | 1993–2004 | 19   |
| 121    | Li Ying (李影)          | 2012–     | 48   |
| 113    | Liu Shanshan (刘杉杉)   | 2012–2020 | 01   |
| 112    | Lou Jiahui (娄佳惠)     | 2008–2023 | 05   |
| 111    | Liu Ailing (刘爱玲)     | 1987–2001 | 51   |
| 111    | Zhang Ouying (张欧影) † | 1998–2007 | 40   |
| 108    | Zhang Yanru (张艳茹)    | 2005–2011 | 0    |
| 105    | Zhang Ying (张颖)       | 2004–2010 | 04   |
| 104    | Ren Guixin (任桂辛)     | 2012–2018 | 13   |
| 102    | Liu Huana (刘华娜)      | 2004–2011 | 03   |
| 101    | Ma Xiaoxu (马晓旭)      | 2005–2016 | 24   |
| 101    | Wang Liping (王丽萍)    | 1993–2004 | 12   |

## Spiele gegen Nationalmannschaften deutschsprachiger Länder
Alle Ergebnisse aus chinesischer Sicht.

### Deutschland
Die Bilanz gegen Deutschland zeigt 8 Siege, 6 Unentschieden und 17 Niederlagen, darunter mit 0:8 die höchste Niederlage. Am 25. Februar 2009 konnte letztmals ein Tor gegen die deutsche Mannschaft geschossen werden.
| Datum            | Ort                        | Ergebnis | Anlass                         |
| 30. Juni 1991    | Lüdenscheid                | 0:2      |                                |
| 6. August 1994   | New Britain                | 3:2      |                                |
| 25. Mai 1995     | Rotenburg                  | 1:3      |                                |
| 15. Juni 1995    | Helsingborg                | 0:1      | WM-Halbfinale                  |
| 20. März 1997    | Euskirchen                 | 2:2      |                                |
| 23. März 1997    | Warendorf                  | 1:1      |                                |
| 25. März 1999    | Holzwickede                | 3:0      |                                |
| 28. März 1999    | Hamburg                    | 1:4      |                                |
| 16. Juli 2000    | Osnabrück                  | 3:1      | DFB-Jubiläumsturnier           |
| 6. März 2001     | Augsburg                   | 0:1      |                                |
| 8. März 2001     | Ulm                        | 4:2      |                                |
| 23. Januar 2002  | Huadu                      | 2:1      |                                |
| 3. März 2002     | Vila Real de Santo António | 4:2      | Algarve-Cup                    |
| 23. Januar 2003  | Yiwu                       | 0:0      |                                |
| 4. März 2003     | Gütersloh                  | 2:2      |                                |
| 6. März 2003     | Arnsberg                   | 1:3      |                                |
| 4. März 2004     | Fürth                      | 1:0      |                                |
| 11. August 2004  | Patras                     | 0:8      | Olympiavorrunde                |
| 1. Februar 2005  | Quanzhou                   | 0:2      |                                |
| 13. März 2005    | Alvor                      | 0:2      | Algarve-Cup                    |
| 1. März 2006     | Homburg                    | 1:0      |                                |
| 28. Januar 2007  | Guangzhou                  | 0:0      | Vier-Nationen-Turnier in China |
| 28. Februar 2008 | Freiburg im Breisgau       | 0:2      |                                |
| 25. Februar 2009 | Bielefeld                  | 1:1      |                                |
| 6. März 2009     | Albufeira                  | 0:3      | Algarve-Cup                    |
| 1. März 2010     | Faro                       | 0:5      | Algarve-Cup                    |
| 2. März 2012     | Vila Real de Santo António | 0:1      | Algarve-Cup                    |
| 7. März 2014     | Albufeira                  | 0:1      | Algarve-Cup                    |
| 6. März 2015     | Vila Real de Santo António | 0:2      | Algarve-Cup                    |
| 12. August 2016  | Salvador                   | 0:1      | Olympiaviertelfinale           |
| 8. Juni 2019     | Rennes                     | 0:1      | WM-Gruppenspiel                |

### Schweiz
Das bisher einzige Spiel gegen die Schweiz gewann die VR China.
| Datum         | Ort       | Ergebnis | Anlass                       |
| 13. Juli 2009 | Amsterdam | 2:0      | Four Nations Tournament 2009 |
| 6. April 2023 | Luzern    | 0:0      |                              |

### Österreich
Bisher gab es noch keine Spiele gegen die österreichische Auswahl.